# Pseudohermonassa cicatricosa
Pseudohermonassa cicatricosa là một loài bướm đêm trong họ Noctuidae.